# Xiashu (köpinghuvudort i Kina, Jiangsu Sheng, lat 32,17, long 119,19)
Xiashu (kinesiska: 下蜀, 下蜀镇) är en köpinghuvudort i Kina. Den ligger i provinsen Jiangsu, i den östra delen av landet, omkring 38 kilometer öster om provinshuvudstaden Nanjing. Antalet invånare är 39 789. Befolkningen består av 19 681 kvinnor och 20 108 män. Barn under 15 år utgör 8,0 %, vuxna 15-64 år 79 %, och äldre över 65 år 11,0 %.
Runt Xiashu är det tätbefolkat, med 476 invånare per kvadratkilometer. Närmaste större samhälle är Zhenzhou, 12,0 km norr om Xiashu. Trakten runt Xiashu består till största delen av jordbruksmark.
Genomsnittlig årsnederbörd är 1 277 millimeter. Den regnigaste månaden är juli, med i genomsnitt 262 mm nederbörd, och den torraste är december, med 31 mm nederbörd.